# Thomas Midgley
Thomas Midgley, Jr. (18. května, 1889 Beaver Falls – 2. listopadu, 1944 Worthington) byl americký strojní inženýr a chemik. Vynalezl aditivum tetraethylolovo, které se přidávalo do benzínu, nebo halogenderiváty (CFC, Freony). Je držitelem více než stovky patentů. Zatímco ve své době byl vychvalován, dnes se na jeho objevy část veřejnosti dívá skepticky kvůli vážným negativním dopadům na životní prostředí. Environmentální historik J. R. McNeill o Midgleym řekl, že měl „větší vliv na stav zemské atmosféry než jakýkoli jiný organismus v historii Země.“ 

## Život
Thomas Midgley se narodil ve městě Beaver Falls v Pensylvánie, jeho otec byl také vynálezce. Vyrostl v Columbusu ve státě Ohio. Studium strojního inženýrství na Cornellově univerzitě úspěšně dokončil roku 1911.

## Objevení ethylu
V prosinci 1921, kdy pracoval pod vedením Charlese Ketteringa v Daytonských Výzkumných laboratořích - dceřiné společnosti General Motors (kde začal pracovat v roce 1916), Midgley objevil, že přidání tetra-ethyl-olova (TEL) zabrání „klepání“ benzinových spalovacích motorů. Firma nazvala látku jako "ethyl", aby se vyhnula všem zmínkám o olovu ve zprávách a v reklamě. Ropné společnosti a výrobci automobilů, zejména GM, kteří vlastnili patent (podaný Ketteringem a Midgleym), usilovně prosazovali olovnaté palivo jako alternativu k ethanolu nebo ethanolové směsné pohonné hmoty, na nichž mohli mít jen velmi malý zisk.
V prosinci 1922 udělila společnost American Chemical Society Midgleymu medaili William H. Nicholse jako první z několika významných ocenění, které získal během svého života.
Následné doplnění olova k benzínu mělo nakonec za následek únik obrovského množství olova do atmosféry, což způsobilo zdravotní problémy po celém světě. Sám Midgley si musel vzít prodlouženou dovolenou, aby se vyléčil z otravy olovem. "Asi po roční práci s organickým olovem," napsal v lednu 1923, "sám zjišťuji, že mé plíce byly zasaženy a že je nutné dát si pracovní pauzu a pořádně vyvětrat plíce." Poté odešel do Miami na rekonvalescenci.
V dubnu 1923 GM vytvořila svou pobočku General Motors Chemical Company, která měla dohlížet na výrobu tetraetylolova společností DuPont a umístila Charlese Ketteringa do funkce prezidenta a Midgleyho jako viceprezidenta.
Po dvou mrtvých a několika případech otravy olovem ve výrobním závodě v Daytonu a Ohiu pracovníci v Daytonu v roce 1924 řekli, "jsme deprimováni situací a doporučujeme zvážení vzdát se celého tetraethyl-olověného programu." V průběhu příštího roku zemřelo nejméně osm lidí pobočky DuPont Deepwater v New Jersey.
Po nespokojenosti s rychlostí výroby v pobočce DuPont s využitím jejich "bromidového procesu" společnosti GM a Standard Oil vytvořily v roce 1924 novou pobočku Ethyl Gasoline Corporation a vybudovaly nový závod na výrobu tetraetylolova pomocí vysoce nebezpečného vysokoteplotního "ethylchloridového procesu" na rafinérii Bayway v New Jersey. Během prvních dvou měsíců od jejího provozu tuto pobočku postihlo více případů otravy olovem, halucinací, duševních chorob a také řada úmrtí rychle za sebou.
30. října se Midgley zúčastnili tiskové konference k demonstraci za bezpečnost při kontaktu s látkou. Na této demonstraci si nalil tetra-ethyl na ruce, a potom si dal láhev s chemikálií k nosu a vdechoval ji šedesát sekund. Prohlásil při tom, že by to mohl dělat každý den, aniž by mu to způsobilo jakékoliv problémy. Závod však byl uzavřen státem New Jersey o pár dní později a standardní norma pro výrobu tetraetylolova byla zakázána až do udělení státního souhlasu.
Midgley byl zbaven svého postavení viceprezidenta na GMCC v dubnu 1925, údajně kvůli své nezkušenosti v organizačních věcech, ale zůstal zaměstnancem GM.

## Vynález freonu
V roce 1930 General Motors Corporation pověřila Midgleyho, aby vynalezl netoxické a bezpečné chladivo pro domácnost. Spolu s Charlesem Ketteringem vynalezl halogenderiváty (CFC) uhlovodíků (podmnožinu chlor-fluorovaných uhlovodíků), kterému komerčně přezdívali freon. První patent na freon (1886339) byl podán prostřednictvím Charlese Ketteringa a byl přiřazen k divizi General Motor's Frigidaire.
CFC nahrazuje různé toxické nebo výbušné látky, používané dříve jako pracovní kapaliny v tepelných čerpadlech a ledničkách. CFC byly také používány jako pohonné hmoty v aerosolových nádobách sprejů, inhalátorech s odměřenou dávkou (astma-inhalátory) atd. Za svou práci byl v roce 1937 oceněn Perkinovou medailí.

## Pozdější život
V roce 1940, ve věku 51 let, Midgley onemocněl dětskou obrnou, která ho zařadila mezi těžce zdravotně postižené. To ho vedlo k navržení propracovaného systému výtahu z řetězů a kladek, s jejichž pomocí se dostával z postele. Tento systém se stal příčinou jeho smrti, když se náhodně zapletl do lana tohoto zařízení a uškrtil se. Bylo mu 55 let.
Midgley zemřel ještě před konečným prokázáním účinků freonů na ozonovou vrstvu, které vešly ve všeobecnou známost v roce 1974.